# هانس روت (معمار)
هانس روت (۲۶ ژوئیه ۱۹۳۴ – ۱۶ اوت ۱۹۹۹) یک معمار سوئیسی بود که به دلیل کارهای گسترده‌اش در بازسازی کلیساهای مأموریت یسوعیان در منطقه چیکیتوس، بولیوی شناخته می‌شود.

## اوایل زندگی و تحصیلات
هانس روت در سال ۱۹۳۴ در زوریخ، سوئیس متولد شد. او در رشته معماری تحصیل کرد، جایی که به حفظ و بازسازی تاریخی علاقه‌مند شد. اوایل کار خود را با پروژه‌های مختلف در سوئیس آغاز کرد، اما این کارهایش در بولیوی بود که او را به شهرت بین‌المللی رساند.